# خدای مرگ و رستاخیز
خدای خدای مرگ و رستاخیز یا خدای رستاخیز یک موتیف مذهبی است که در آن یک خدا یا الهه می‌میرد و دوباره زنده می‌شود. نمونه‌هایی از خدایان که می‌میرند و بعداً به زندگی بازمی‌گردند، اغلب از مذاهب باستانی خاور نزدیک ذکر شده‌اند و سنت‌هایی که تحت تأثیر آنها قرار گرفته‌اند شامل اساطیر کتاب مقدس و یونانی-رومی و در نتیجه مسیحیت است. مفهوم خدای مردن و برخاستن اولین بار در اسطوره‌شناسی تطبیقی توسط جمز فریزر در شاخه زرین (۱۸۹۰) مطرح شد. فریزر این موتیف را با آیین‌های باروری پیرامون چرخه سالانه زندگی گیاهی مرتبط کرد. فریزر نمونه‌هایی از اوزیریس، تموز، آدونیس و آتیس، دیونوسوس و عیسی را ذکر کرد.